# 丸尾丸一郎
丸尾 丸一郎（まるお まるいちろう、1977年5月1日 - ）は、日本の劇作家、俳優。劇団鹿殺し代表。

## 来歴・人物
1977年5月1日、大阪府豊中市出身。関西学院大学経済学部卒業。2000年1月、つかこうへい作品を上演することを目的に、演劇サークルの後輩であった菜月チョビとともに「劇団鹿殺し」を旗揚げ。同年4月にJTBに入社するが、翌年退社。2005年より東京進出。第四回公演『愛卍情』以降、劇団鹿殺し全作品の脚本を手がける。2011年、『スーパースター』で第55回岸田國士戯曲賞最終候補。

## 出演作品

### 舞台
- 劇団鹿殺し 第一回公演『熱海殺人事件/モンテカルロイリュージョン』（2000）
- 劇団鹿殺し第二回公演『蒲田行進曲』（2000）
- 劇団鹿殺し第三回公演『リング・リング・リング』（2000）（以上つかこうへい作品）
- 劇団鹿殺し第四回公演『愛卍情』（2001）
- 劇団鹿殺し第五回公演『ララバイ』（2001）
- 劇団鹿殺し第六回公演『さよなら』（2002）
- 劇団鹿殺し第七回公演『赤い落日』（2002）
- 劇団鹿殺し番外公演『彼女の起源』（2002）
- 劇団鹿殺し第八回公演『さよなら〜君が代ラウドネス〜』（2003）
- 劇団鹿殺し第九回公演『image』『image/KILL THE KING』（2003）
- 劇団鹿殺し第十回公演『チキン』（2004）
- 劇団鹿殺し第十一回公演『愛卍情』（2004）
- 劇団鹿殺し第十二回公演『百千万』（2004）
- 劇団鹿殺し第十三回公演『エデンの穴』（2005）
- 劇団鹿殺し全国ライブハウスツアー『その激しさゆえのツアー2006』（2006）（関西を中心に全国10ヶ所のライブハウスで上演）
- 劇団鹿殺し第十四回公演『SALOMEEEEEEE!!!』（2006）
- 劇団鹿殺し劇団鹿殺しオルタナティブスVol.1『山犬』（2006）
- 劇団鹿殺し第十五回公演『僕を愛ちて。』（2007）
- 劇団鹿殺し劇団鹿殺しオルタナティブスVol.2『魔人現る』演出（2007）
- 劇団鹿殺し第十六回公演『殺ROCK ME! 〜サロメ〜』（2007）
- 劇団鹿殺し第十七回公演『2008改訂版・百千万』（2008）
- ラドママプロデュース『アリスマテリアル』出演、脚本演出協力
- 劇団鹿殺し 第十八回公演『電車は血で走る』（2008）
- 劇団鹿殺しオルタナティブズVol.3『轟きのうた』脚本・演出（2008）
- 劇団鹿殺し 第十九回公演『ベルゼブブ兄弟』（2009）
- 劇団鹿殺し 第二十回公演・回帰『赤とうがらし帝国』（2009）
- 劇団鹿殺し 十周年記念公演第一弾『スーパースター』（2010・第55回岸田國士戯曲賞候補作）
- PARCO presents『カフカの「変身」』（2010）（脚本フランツ・カフカ 演出スティーブン・バーコフ 主演 森山未來）
- 劇団鹿殺し 十周年記念ロングラン公演『電車は血で走る（再演）』（2010）
- 劇団鹿殺し 本多劇場進出公演『僕を愛ちて。〜燃える湿原と音楽〜』（2011）
- 秦組『らん-2011 Newversion!!-』（2011）（作・演出 秦建日子　主演 矢島舞美（℃-ute））
- 劇団鹿殺し 夏の女優祭り『岸家の夏』（2011）
- Cube Presents『有毒少年』（2011）（作・演出 末満健一）
- 劇団鹿殺し 紀伊國屋ホール進出公演『青春漂流記』（2012）
- KOKAMI@network vol.11『リンダ リンダ』（作・演出 鴻上尚史）
- 劇団鹿殺し ロックオペラ『田舎の侍』（2012）
- 日本劇作家協会リーディングフェスタ・2012 戯曲に乾杯！『ヒネミの商人』（2012）
- 劇団鹿殺し 音楽劇『BONE SONGS』（2013）
- 劇団めばち娘『ツチノコの嫁入り』（2015） - 演出・脚本
- 家庭教師ヒットマンREBORN! the STAGE（2018） - 演出・脚本
  - the STAGE -vs VARIA part I-（2019）
  - the STAGE -vs VARIA part II-（2020）
  - the STAGE -隠し弾（SECRET BULLET）-（2020）
- OFFICE SHIKA PRODUCE『Operetta YAMA-INU』（2023年） - 出演・演出・脚本[1]
- OFFICE SHIKA×新宿シアタートップス『9階団地のスーパースター』（2024年） - 出演・演出・脚本[2]
- OFFICE SHIKA CHILDHOOD『クマのプーとアクマのゾゾ』（2025年） - 出演・演出・脚本[3]

### TV
- CBC　ドラマ『占い師 天尽』第1話
- TX　ドラマ『レスキューフォース』第31話
- 『モテキ』（監督 大根仁）
- 連続テレビ小説『とと姉ちゃん』第92話

### ウェブテレビ
- 主役の椅子はオレの椅子（2020年9月16日 - 12月23日、ABEMA）講師

### 映画
- 『小森生活向上クラブ』（監督 片嶋一貴 主演 古田新太）
- 『宇宙で1番ワガママな星』（監督 伊東寛晃）（第2回沖縄国際映画祭参加作品）
- 『アジアの純真』（監督 片嶋一貴）
- 『モテキ』（監督 大根仁）
- 『Gメン』（監督 瑠東東一郎）

### CD
- 劇団鹿殺しRJP 1stアルバム『劇団鹿殺しRJP』
- 劇団鹿殺しRJP 2ndアルバム『肉体と魂』

### その他
- ネルケプランニング『すけだち』（2007）（筧利夫、松浦亜弥主演）脚本提供（菜月チョビと共に共同執筆）
- OSAKAテラヤマ博'07-'08新宿公演『狂人教育』演出
- 実践!演劇プロデューサーへの道 2011 プロデュース『地中』演出
- ラジオドラマ　NHK「劇ラジ！ライブ　なくならへん」 脚本・演出・出演（2013）
- SKE48版『ハムレット』脚本・演出（2019年）[4]